# Таратута (блюдо)
Таратута — старинное украинское блюдо из варёной свёклы с солёными огурцами, солью, хреном, луком и растительным маслом.

## Рецепт
Взять свёклу, очистить, нарезать на кружочки и варить до готовности (иногда используется солёная свёкла). Вынуть, покрошить солёных огурцов, смешать с хреном, луком и маслом. Затем налить огуречного рассола, пополам смешанного со свекольным отваром и поставить на холод на сутки, затем подавать к столу. Едят таратуту на второй день холодной.